# Urss Bajo El Arbol
URSS bajo el árbol är en experimentell och psykedelisk rockgrupp från Mexico City. Bandet bildades 2009 av Samuel Cervantes (sång), Exael Salcedo (gitarr, ljudeffekter), Rogelio Gomez (gitarr, effekter) Cristobal Martinez (trummor) och Jonathan Arellao (Sax).
Gomez och Salcedo träffades i skolan, där de båda gitarristerna visade sin passion för experimentell musik. Deras gemensamma smak fick dem att börja skapa musik tillsammans. Gomez kom ursprungligen från ett progressivt rockband vid namn "Los Impressionistas" medan Salcedo var mer eller mindre en nykomling i de experimentella rockbandens värld. Bandet träffade producenten Jorge Aja och med hans hjälp skapade de sin första EP, som senare döptes till LIN3AS M3NTAL3S. På EP:n medverkade också The Mars Voltas saxofonist Adrián Terrazas González, som medverkade på sista låten på EP:n vid namn "IN5OMNIUM". Skivan mastrades av Harris Newman i "Grey Marketing Studios". Den 10 april 2010 gjorde bandet sin första livekonsert med Adrian Terrazas González. Konserten ägde rum i Mexiko på "Tokio Pop", det är emellertid oklart om bandet kommer att fortsätta turnera med Adrian.

## Bilder

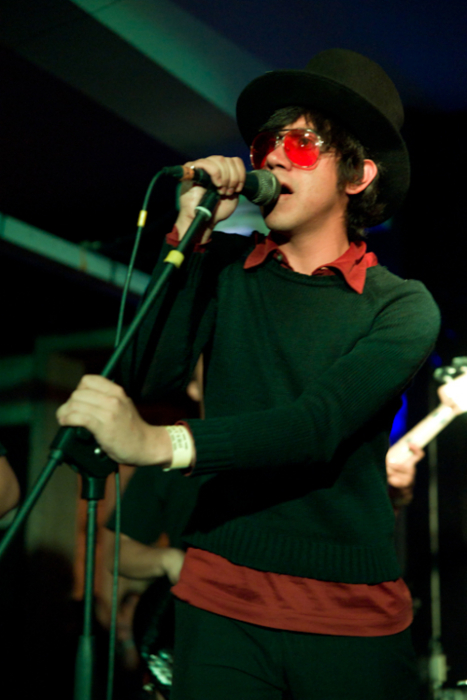
Samuel Cervantes